# Hochgern
Der Hochgern ist ein 1748 m ü. NHN hoher Berg im bayerischen Landkreis Traunstein, der zu den Chiemgauer Alpen gehört. An ihm treffen die Gemeindegebiete von Unterwössen, Staudach-Egerndach und Ruhpolding (mit der Gemarkung Urschlauer Forst) aufeinander.

## Geographie
Der Hochgern bildet einen markanten Bergstock innerhalb der Bayerischen Alpen, der sich südlich über dem Chiemsee erhebt. Mit einer Schartenhöhe von 967 Metern gehört der Gipfel zu den eigenständigsten der Chiemgauer Alpen. Um seinen zentral gelegenen Gipfel scharen sich mehrere etwas niedrigere Berge, so im Nordosten das Silleck (1565 m), im Osten der Bischofsstuhl (1516 m), im Süden der Hasenpoint (1587 m) und im Westen der Zwölferspitz (1633 m). Der Südgrat verlängert sich über den Hochsattel (1547 m) bis hin zur Mansurfahrn (1513 m). Der Zwölferspitz fällt gegen Westen über Hochlerch (1560 m) und Predigtstein nach Marquartstein ab. Zum Bergstock des Hochgerns zählen noch weitere Gipfel wie der Schnappenberg (1256 m) und die Luchsfallwand (1324 m) mit Madonna (1180 m) im Nordwesten, der Köstelkopf (1349 m) mit Köstelwand (1115 m) im Nordnordosten und der Roßkopf (1156 m) im Südwesten.

### Hydrographie
Der Bergstock des Hochgerns gehört hydrographisch zu drei Einzugsgebieten. So entwässert der Westteil über mehrere Bäche und Gräben zur Tiroler Achen – Beispiele sind der Gamsgraben, der nördlich unterhalb des Gipfels entspringt und als Alplbach bei Staudach-Egerndach rechtsseitig in die Tiroler Ache mündet. Oder der auf der Westseite unterhalb der Weitalm herabfließende Talgraben, der dann über den Wössener Bach Richtung Unterwössen drainiert. Am Nordosthang des Gipfels entquillt die Weißache, die nach Passieren eines Wasserfalls nach Bergen hinauszieht. Auf der Ostseite des Bergstocks nimmt unterhalb des Bischofsstuhls der Eschelmoosbach seinen Ursprung, welcher ursprünglich nach Osten fließt, sich aber dann nach Süden wendet und nördlich von Röthelmoos in die Urschlauer Achen übergeht.

## Zugang
Der Hochgern kann ausschließlich zu Fuß erklommen werden, eine Seilbahn gibt es nicht. Bei guter Sicht sind im Südosten die Berchtesgadener Alpen und Loferer Steinberge, im Süden die Zentralalpen mit Großglockner und Großvenediger sowie das Kaisergebirge und im Westen das Mangfallgebirge zu sehen. Für den Anstieg gibt es mehrere Möglichkeiten, die überwiegend unschwierig und markiert sind. In den höheren Steillagen besteht im Winter jedoch durchaus Lawinengefahr.

### Der Normalweg
Diese meistbegangene, leichte und auch bei Mountainbikern beliebte Tour beginnt in Marquartstein und führt auf einer Forststraße in einer Stunde zur bewirtschafteten Agergschwendalm. Über einen Wirtschaftsweg erreicht man in etwa 90 Minuten das ganzjährig bewirtschaftete Hochgernhaus auf 1459 m, wo auch übernachtet werden kann. Bis hierher ist der Weg auch im Winter begehbar und wird auch von Rodlern genutzt. Der Anstieg zum Gipfel besteht in einem schmalen Pfad, der über Grashänge in einer Stunde das Gipfelkreuz auf 1747,8 m erreicht. Westlich des Gipfels befindet sich über dem Achental die Hochlerch (Kreuz), die eine gute Aussicht auf den Chiemsee und das Kampenwandmassiv bietet.

### Von Süden
Vom Unterwössner Ortsteil Au ermöglicht eine direkte, im Sommer wie Winter häufig benutzte Route über Agergschwendalm und Hochgernhaus den Anstieg zum Hochgerngipfel. Der Weg ist etwas steiler als der von Marquartstein, dafür jedoch um 10 bis 20 Minuten kürzer. Im Mai findet seit 1999 auf dieser Route der Hochgernlauf statt.
Weniger begangen ist ein Alternativanstieg, der ebenfalls in Au beginnt und zunächst durch ein kühles, schattiges Tal hinauf zur Jochbergalm führt. Dort geht es links weiter, über freies Gelände zur Südflanke und schließlich sehr steil in 2,5 Stunden zum Gipfel.

### Von Norden
Diese ebenfalls stark begangene Route beginnt in Staudach-Egerndach, von wo es anfangs durch ein romantisches Tal und ein Waldstück zur Staudacheralm hinauf geht. Ab dort leitet ein schmaler, teilweise felsiger und rutschiger Steig, der Trittsicherheit erfordert, durch die Nordflanke in zahlreichen Serpentinen anstrengend empor zum Gipfel. Die Gehzeit beträgt drei Stunden.

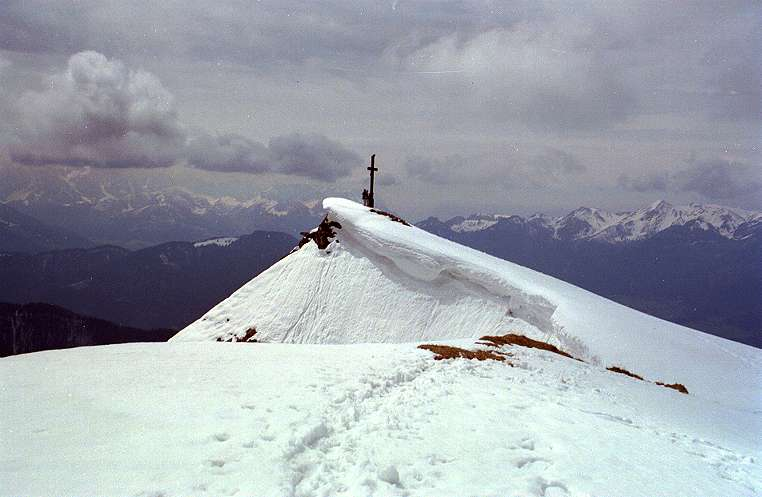
Gipfel des Hochgerns (April 2001)

Die Staudacheralm ist auch über die Schnappenkirche zu erreichen.

### Von Osten
Landschaftlich reizvoll und im Gegensatz zum Normalweg still ist dieser Anstieg, der einen in rund 3 Stunden von Bergen auf den Hochgern bringt. Mit dem Auto kann man auf einem Sträßchen bis zum Weiler Kohlstatt fahren. Von dort beginnt auf einer Forststraße der wenig begangene, aber beschilderte Aufstieg. Anfangs an der Weißachen entlang zieht der Weg stetig steigend an einer Schlucht vorbei nach Eschelmoos. Von dort geht es auf einem Wirtschaftsweg weiter zur Hinteralm. Ab hier dann über einen teilweise steilen und felsigen Steig zur Bischofsfellnalm (1389 m). Nach einer kurzen Flachetappe wird über einen steilen Weg der Kamm des Hochgerns erklommen. Zum Gipfel sodann stetig bergauf – zunächst durch ein Wäldchen und zuletzt auf schmalem Pfad über die steil abfallenden Grashänge. Ab der Hinteralm ist Trittsicherheit und auf den letzten 100 Höhenmetern Schwindelfreiheit erforderlich.
Die Bischofsfellnalm (und somit der Hochgern) kann auch von Ruhpolding aus erreicht werden. Der recht lange Zugang erfolgt auf Forststraßen ausgehend  von Urschlau über die Längaueralm und die Eschelmoosalm.

## Geologie

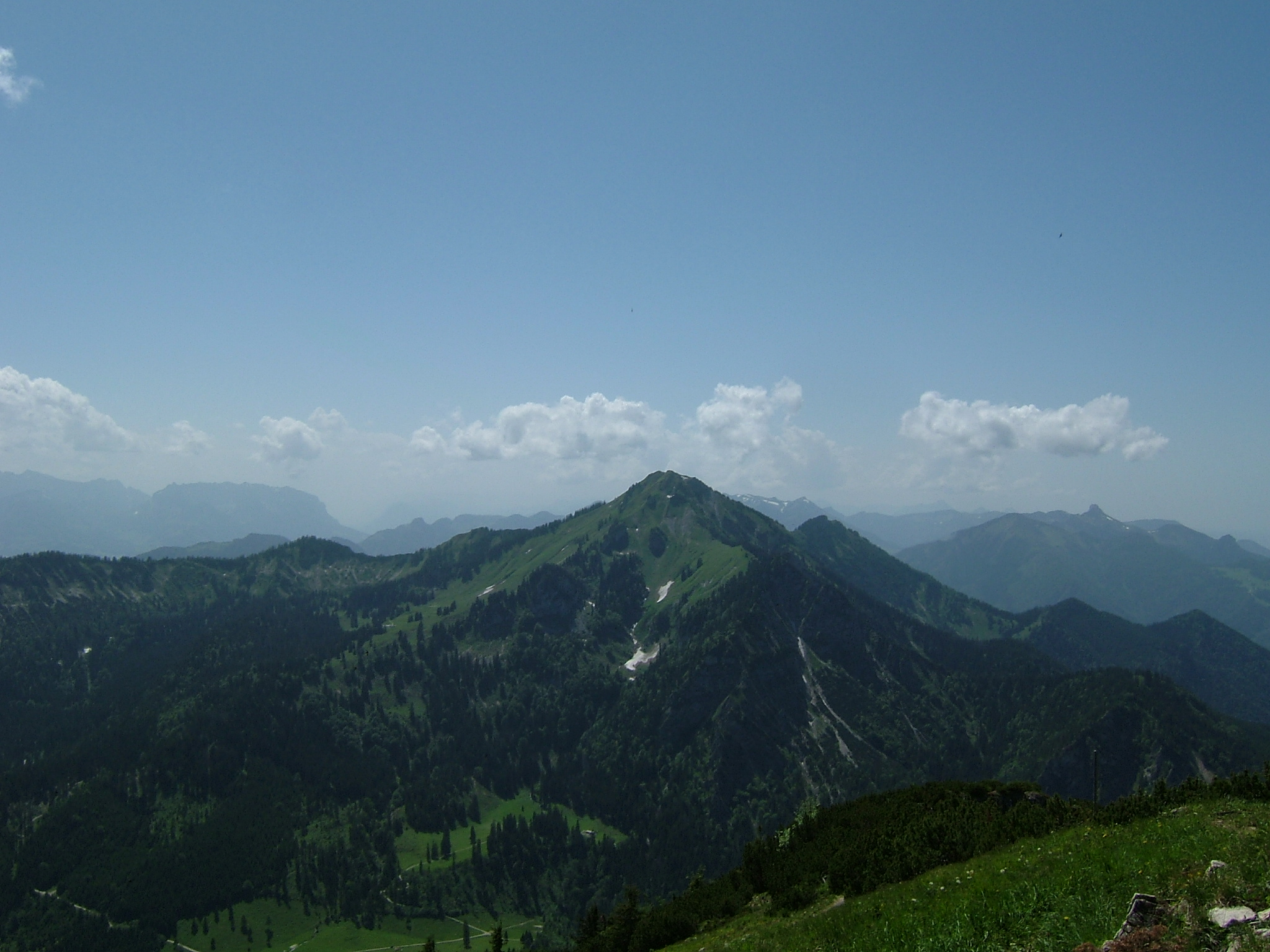
Bergstock des Hochgerns, gesehen vom Hochfelln im Osten

Der Bergstock des Hochgerns liegt im Bereich der Lechtal-Decke des Bajuvarikums. Er befindet sich 1,4 Kilometer südlich hinter der Deckenstirn, an der die Lechtal-Decke mit steil nach Süd einfallendem Hauptdolomit die ihr vorgelagerte Allgäu-Decke überfährt. Das tiefere Stockwerk des Hochgerns wird aus leicht undulierendem Hauptdolomit des Noriums aufgebaut, in welchem auf der Südseite des Berges zwei Mulden eingefaltet sind. Die beiden Mulden werden durch einen Sattel – den Bischofsfelln-Sattel – voneinander getrennt, dessen Kern aus Wettersteinkalk rasch nach Osten abtaucht. Der Muldeninhalt beginnt mit der Kössen-Formation gefolgt vom Oberrhätkalk. In der nördlichen Mulde sind außerdem noch Unterjura (Scheibelberg-Formation) bis unterer Dogger (Spatkalk-Schichten) zugegen. Direkt am Gipfel verläuft eine Ost-West-streichende Störung, an der die nördliche der beiden Mulden gegen den Nordflügel des Bergstocks aufgepresst wurde. Diese lokale Aufschiebung wird als Hochgern-Schuppe bezeichnet. Sie bewirkte eine ausgeprägte  Asymmetrie in der an der Nordseite des Berges vorgelagerten Hochlerch-Silleck-Mulde, deren Südflügel versteilte. 
Die Ost- bis Ostsüdost-streichende Hochlerch-Silleck-Mulde enthält an ihrem Südflügel über Hauptdolomit, Lias, Dogger (Spatkalk-Schichten), Oberjura (Haßlberg-Kalk) und Unterkreide (Schrambach-Formation). Ihr Nordflügel fällt jedoch nur sehr flach nach Süden ein und zeigt über Hauptdolomit dachartig vorspringenden Haßlbergkalk des Malms. Das Hangende des Hauptdolomits ist mylonitisiert, was auf starke tektonische Beanspruchung schließen lässt. Lias und Dogger fehlen hier, weswegen für den Mulden-Nordflügel ein ehemaliger Schwellenbereich mit Sedimentationslücke angenommen werden muss. Laut Trischler weist der Jura des Südflügels starke Mächtigkeitsschwankungen auf (12 bis maximal 88 Meter) – mit bis zu 8 Meter an Hochfellnschichten des Lias sowie bis zu 80 Meter an rotem Schwellenkalk des Oberen Doggers und Malms. Am Bischofsstuhl liegt unter der Kieselkalkfolge der Hochfellnschichten ausnahmsweise noch roter Crinoidenspatkalk in Hierlatzfazies. In den beiden Mulden der Hochgern-Südseite kann allein der in Beckenfazies ausgebildete Lias immerhin bis zu 140 Meter erreichen. Seine Abfolge – dunkelgrauer Spongienkieselkalk, graubrauner Hornsteinfleckenkalk und kieselreicher Crinoidenspatkalk – wird jetzt zur Scheibelberg-Formation gerechnet.
Unter dem Gipfelkreuz des Hochgerns stehen flach liegende, stark verkieselte Crinoidenspatkalke mit Spezialfaltung an – der Hochgern-Crinoidenkalk. Der rund 50 Meter mächtige Crinoidenspatkalk unterteilt sich in eine knapp 40 Meter mächtige weiße Fazies im Liegenden und in eine 13 Meter mächtige rosafarbene Fazies im Hangenden. Sein Alter reicht vom Pliensbachium bis zum unteren Dogger. Der Belemnit Nannobelus engeli verweist auf oberstes Sinemurium bis Pliensbachium für die weiße Fazies. Die Ammonitenfunde Harpoceras und Hildoceras deuten auf Toarcium für die rosa Fazies, die vorhandenen Belemniten erweitern dies jedoch bis in den unteren Dogger. Die unterlagernde 86 Meter mächtige Scheibelberg-Formation (auch Basiskalk oder Liasfleckenmergel) wird aufgrund der Anwesenheit von Schlotheimia hypolepta in den Zeitabschnitt Hettangium bis Sinemurium gestellt.
Der im Süden sich hinter der Hasenpoint anschließende Hochsattel stellt eine weitere Schuppenstruktur dar, die Ost-streichende Hochsattel-Schuppe. Sie enthält Plattenkalk, Kössen-Formation und Oberrhätkalk und wird auf ihrer Südseite erneut von Hauptdolomit überschoben. Die Südgrenze der Hochsattel-Schuppe bildet den Westabschnitt einer die gesamte Lechtal-Einheit zweiteilenden Zäsur. Sie ist über einige Querstörungen hinweg nach Osten mit der Überfahrung der Eisenberg-Schuppe auf das Cenomanium (Branderfleck-Formation) des Urschlauer Achentales zu verbinden. Diese Strukturgrenze verläuft in westlicher Richtung bis in das Tal der Tiroler Ache.
Das den Bergstock des Hochgerns im Osten begrenzende Tal des Eschelmoosbaches ist eine bedeutende, Nordnordwest-streichende Störungszone. Diese hat die tektonischen Strukturen rechts versetzt (mit einem maximalen Betrag von bis zu 500 Meter), die Fortsetzung der Hochlerch-Silleck-Mulde in die Nesselauer Mulde und auch die Verlängerung des Bischofsfelln-Sattels lassen sich aber erkennen. Dennoch kann ein generelles Umbiegen des Streichens von Ost auf Ostsüdost festgestellt werden. Auch der tektonische Baustil ändert sich – zeigt der Hochgern noch Schuppenstrukturen, so gehen diese weiter im Osten (Fortsetzung des Hochfelln-Südkammes) in relativ breite Sättel und Mulden über.
Kleinere Querbrüche durchziehen auch die Hochlerch-Silleck-Mulde. Ihre Richtungen sind vorwiegend Nordnordost (linksversetzend), untergeordnet Nordnordwest (rechtsversetzend), Nord und Nordwest.

### Riß-Kaltzeit
Im Kaumgraben, nördlich von Eschelmoos, stehen bereits verfestigte, unter Würm-Lokalmoräne liegende Schotter der Riß-Kaltzeit an.

### Würm-Kaltzeit

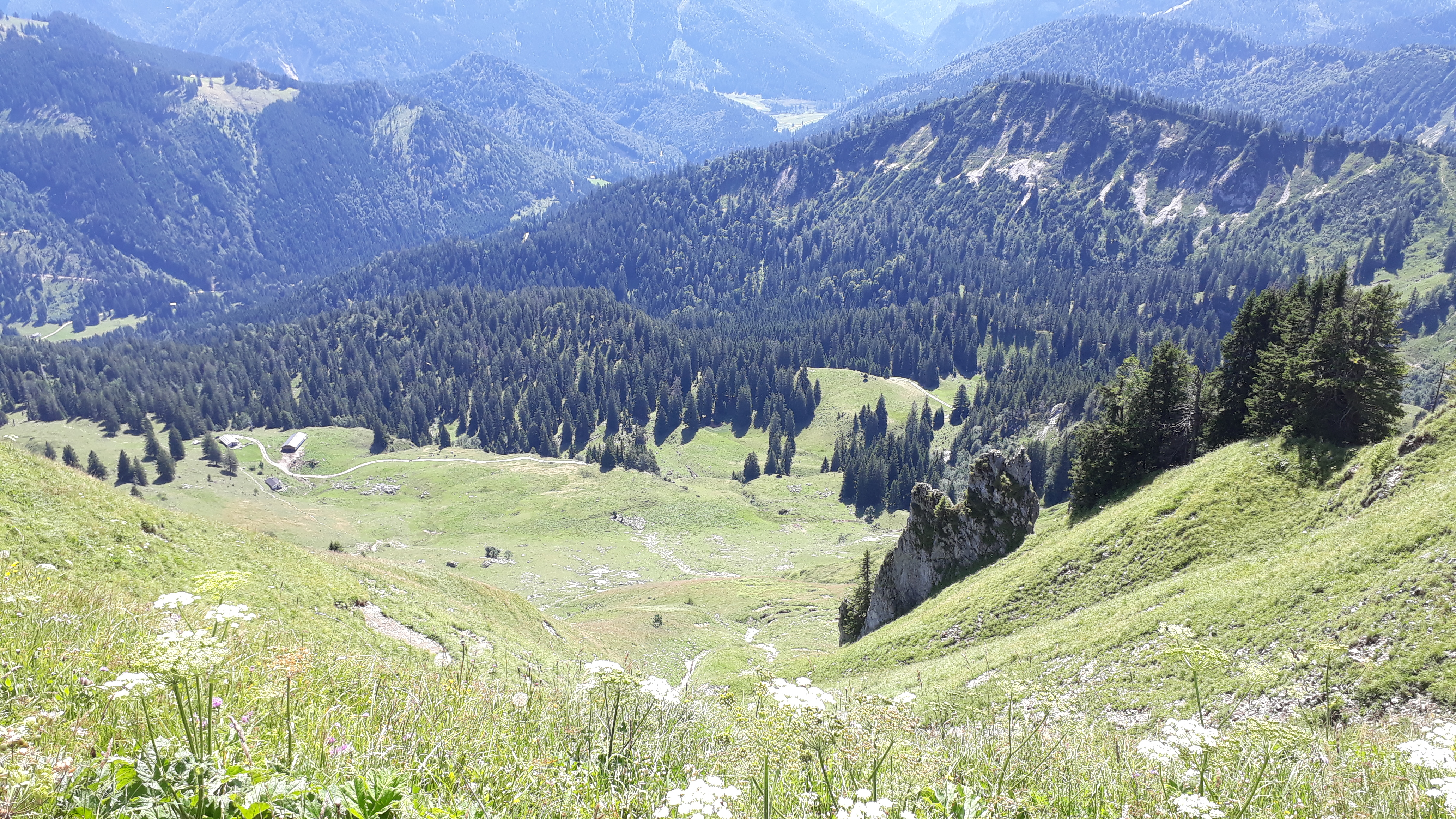
Blick vom Hochgern-Gipfel nach Süden in Richtung Mansurfahrn und Röthelmoos. Links unten die Bischofsfellnalm.

Im Verlauf der Würm-Kaltzeit hatten sich am Bergstock des Hochgerns fünf Lokalgletscher gebildet, drei im Nord- und Nordwestsektor (Gamsgraben bis Brachtalm, Hochgern-Nordflanke und unterhalb dem 1596 Meter hohen Moarbichl), einer im Nordosten im Weißachental nordseitig des Bischofsstuhls und einer nordöstlich des Hochsattels. Letzterer teilte sich in zwei Äste, der nördliche floss in Richtung Bischofsfellnalm, der südliche hingegen in Richtung Eschelmoosalm. Moränenablagerungen dieser Talgletscher finden sich in der Nordostflanke unterhalb des Gipfels, bei der Hinteralm, südlich der Schindeltal-Diensthütte (alle Weißachen-System) und um die Grundbachalm (1380 m – Hochsattel-System). Ein recht großes Moränenfeld erstreckt sich zwischen der Staudacheralm (1142 m) und der Brachtalm an der Seichrinne. Es wurde von zwei der Lokalgletscher des Nord- und Nordwestsektors angelegt, welche den südlich der Seichrinne gelegenen Felsriegel (1312 m) umströmt hatten und in dessen Lee dann ihre Sedimentfracht absetzten.
Im Tal der Tiroler Ache zogen an der Westseite des Bergstocks die Ferneismassen des Tiroler-Achen-Gletschers vorbei. Diese machten nördlich von Marquartstein eine Richtungsänderung, drehten als Chiemgau-Gletscher auf Nordost und Ost und stießen über Bergen hinweg bis nach Eisenärzt vor. Der Hochgern wurde somit im Westen, Nordwesten und Norden vom Ferneis umflossen. Laut Klaus Doben standen die Eismassen im Norden des Hochgerns etwas höher als 900 Meter. Würmzeitliche Tillablagerungen des Ferneises sind im weiteren Umkreis im Westen und Nordwesten des Hochgerngipfels anzutreffen.
Der Chiemgau-Gletscher behinderte den Abfluss der Weißachen, weswegen aufgrund des Rückstaus bedeutende Stausedimente (über 50 Meter mächtige Stauschotter) in der Talung abgelagert wurden. Auch im Kehrergraben und im Tal des Alplbachs östlich von Staudach-Egerndach hatten sich Rückstausedimente abgesetzt. Ähnliches bewirkte auch der Urschlauer-Achen-Gletscher im Südosten, der den Eschelmoosbach und den Weißgraben unterhalb des Jochbergtals an der Längaueralm abgeriegelt hatte. Die Stausedimente reichen von kalkig-schluffigem Seeton über Sand und Schotter mit Schrägschichtung bis zu grobem Wildbachschotter. Die Oberfläche der Schotterfluren steigt talwärts an und bildet am oberen Talende meist ausgedehnte Verebnungsflächen. Die Erosionsterrassen in den Schotterkörpern entstanden spät- bis postglazial.

### Holozän
Im Verlauf des Holozäns wurde das eiszeitliche Relief intensiv durch die Erosionskraft des fließenden Wassers modelliert. Es entstanden um den Bergstock des Hochgerns verteilt größere Hangschuttfelder (mit Schuttkegeln), insbesondere unterhalb seiner Felsabbrüche auf der Nordseite zwischen Zwölferspitz und Silleck sowie beiderseits des Südgrats bis zum Hochsattel und nördlich der Mansurfahrn. Ein Blockschuttfeld hat sich am Fuß der großen Abbrüche im Nordwesten des Gipfels angesammelt. Bemerkenswert ist die Bildung von Torf eines Anmoores auf 1516 Meter Höhe in einer Depression zwischen Zwölferspitz und Hochgerngipfel. Anmoortorf findet sich auch an der Grundbachalm. In der weitläufigen Niederung am Eschelmoos konnte auf 1050 Meter Höhe ein Hochmoor heranwachsen.

### Höhlenbildungen
Am Bergstock des Hochgerns sind einige Höhlen erwähnenswert, so beispielsweise das Zwölferloch in der Zwölferspitze – eine Karsthöhle in rotem Hierlatzkalk der Hochlerch-Silleck-Mulde –, das Schinderloch bei der Bischofsfellnalm (in verkarstetem Wettersteinkalk) und die Steinackerhöhle oberhalb der Staudacheralm (in rotem Hierlatzkalk). Von Interesse ferner die eigentliche Hochgernhöhle etwa 200 Meter westlich unterhalb des Gipfels sowie ein Schacht im Kar westlich des Hochgerns auf etwa 1570 Meter Höhe (ebenfalls in Hierlatzkalk).

### Geotope
Am Bergstock des Hochgerns sind drei Geotope ausgewiesen – der ehemalige Gipsbruch am Gipsgraben nördlich des Sillecks sowie das Karrenfeld und die Dolinen an der Bischofsfellnalm. Der Gipsbruch befindet sich in Raibler Schichten und ist unter der Nummer 189G008 eingetragen. Die Grube dürfte schon gegen Ende des 19. Jahrhunderts aufgelassen worden sein. Die Verkarstung im Umfeld der Bischofsfellnalm betrifft Hauptdolomit und weiter südlich Wettersteinkalk. Dieses Geotop trägt die Nummer 189R035. Ein weiteres Geotop mit der Nummer 189R036 liegt etwas weiter östlich an der Eschelmoos-Diensthütte. Hier sind Großdolinen im Wettersteinkalk ausgebildet, welche über zwei Ponore in Richtung Weißachen drainieren.